# Vatnestrøm Station
Vatnestrøm Station (Vatnestrøm stoppested) var en jernbanestation på Sørlandsbanen, der lå i Iveland kommune i Norge.
Stationen åbnede som holdeplads 22. juni 1938, da banen blev forlænget fra Nelaug til Grovane. Oprindeligt hed den Vatnstraum, men den skiftede navn til Vatnestrøm 2. juni 1985. Den blev nedgraderet til trinbræt 1. juni 1958 og nedlagt 28. maj 1989.
Stationsbygningen blev opført efter tegninger af Gudmund Hoel og Bjarne Friis Baastad. Den var af samme type som på Selåsvatn Station og Helldalsmo Station. Den blev solgt til private men blev revet ned i 2017, da der blev anlagt sidespor til Voss Water. Sidesporet åbnede officielt 15. juni 2017.